# Avenida Pedro Calazans
A Avenida Pedro Calazans é um logradouro, do tipo via, localizado na região central de Aracaju, Sergipe.

## Descrição
Com sua localização na região Nordeste do Brasil, a Avenida Pedro Calazans corta os bairros Centro, Cirurgia, Getúlio Vargas e Santo Antônio, na região central de Aracaju, essa uma área histórica da capital. Mesmo com vários domicílios, é predominantemente comercial, onde ao longo dela existem empresas e estabelecimentos comerciais dos vários ramos de atividade.
Com 1.300 metros de extensão e 14 metros de largura, essa é uma das maiores avenidas do centro da cidade. Essa também é uma das vias que fazem parte do trajeto da principal festa de Carnaval de Aracaju, o bloco Rasgadinho, esse uma autêntica manifestação cultural que atrai milhares de sergipanos e turistas num grande arrastão, ao som de frevo e marchinhas dos antigos carnavais.